# Clarence Budington Kelland
Clarence Budington Kelland (* 11. Juli 1881 in Portland (Michigan), Ionia County; † 18. Februar 1964 in Scottsdale) war ein US-amerikanischer Schriftsteller. Innerhalb von 47 Jahren – ab 1917 bis zu seinem Tod – schrieb er an 38 Drehbüchern mit. Zudem publizierte er 60 Romane und über 200 Kurzgeschichten.

## Leben
Clarence – Sohn des englischen Webers Thomas H. Kelland (1835–1908) und dessen Frau Margaret A. Budington (1844–1927), Inhaberin eines Hutladens – hatte zwei Geschwister: Fannie A. Kelland Kahl (1864–1939) und George Ephraim Kelland (1868–1923). Der Vater war kurz vor dem Amerikanischen Bürgerkrieg in die Vereinigten Staaten eingewandert. 1891 zog die Familie nach Detroit. Clarence Kelland erlangte dort die Hochschulreife an Privatschulen und absolvierte 1902 das Detroit College of Law als Bachelor of Laws. Den Anwaltsberuf gab er bereits ein Jahr später auf und arbeitete bis 1907 bei den Detroit News als Reporter und Redakteur. Ebenfalls 1907 heiratete er Bessie Carolina Smith (1888–1962). Das Paar bekam zwei Söhne: Thomas Smith Kelland (1910–1989) und Horace Kendall Kelland (1913–2010).
In den Jahren bis 1915 konnte Kelland als stellvertretender Herausgeber die Auflage des Magazins The American Boy beträchtlich steigern. Nebenher lehrte er Jugendliteratur an der University of Michigan in Ann Arbor.
Die Weltwirtschaftskrise bedeutete auch für den Literaten Kelland Überlebenskampf. Ein Karriere-Abstecher nach North Hempstead ins Bankgewerbe missglückte.

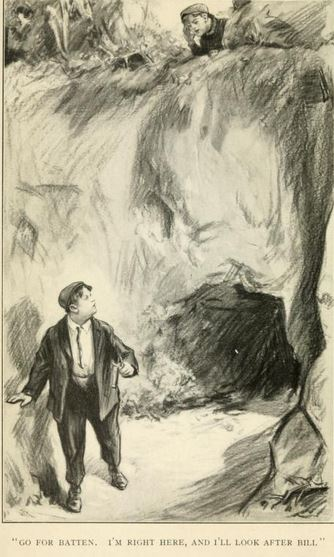
Mark Tidd, Frontispiz aus dem Jugendbuch, New York 1913

1937 ließ sich Kelland in Phoenix als Hollywood-Bestsellerautor und Politiker nieder. Der Autor Kelland war 1913 bis 1931 durch seine beiden Jugendbuchserien Mark Tidd und Catty Atkins bekannt geworden. Solchen Erfolg konnte er 1921 bis 1941 mit der Serie Scattergood Baines übertreffen. Die Bemühungen als Politiker hingegen brachten ihm nicht nur Ruhm ein. Der Republikaner Kelland sprach sich gegen den New Deal aus. Später behauptete er sich immerhin von 1940 bis 1956 als National Committeeman in der Wahlheimat Arizona. Er behielt zeitlebens seinen unabhängig denkenden Kopf – opponierte gegen Feind wie Freund; kritisierte zum Beispiel in seinen letzten Lebensjahren den Präsidenten aus der eigenen Partei.
Clarence Budington Kelland fand auf dem Memorial Cemetery of Saint John’s Church in Laurel Hollow im Nassau County (New York) die letzte Ruhe.

## Werke (Auswahl)
Ausgaben in deutscher Sprache (Auswahl)
- Tombstone.[6] Übersetzer: Rudolf Röder. München 1955 (frühere Ausgabe:  AWA-Verlag E. F. Flatau & Co, München 1950).
- Das Tal der Sonne (Valley of the sun. 1940) Heyne, München 1972 (frühere Aufl. 1955, Übersetzer: Hansheinz Werner).
- Die Schöne aus Kentucky (Dangerous angel. 1953[7]) AWA-Verlag E. F. Flatau & Co, München 1955.
- Columbine erbt gefährlich. Heyne, München 1961.
- Das blökende Schaf. Kriminalroman. Übersetzerin: Margret Haas. Verlag Albert Müller, Zürich 1962.
- Mr. Deeds geht in die Stadt. Ein heiterer Roman (Mister Deeds goes to town). Ullstein & Kindler, Berlin 1946 (Ausgabe Zürich 1961. Übersetzer G. Eckehard).
- Thomas Jeier (Hrsg.): Arizona-Melodie (Arizona. Harper & Bros, New York 1939).  Übersetzer: Rudolf Röder. Heyne, München 1981, ISBN 3-453-20470-0 (frühere Auflage 1956).
- Schüsse im O. K. Corral.[8] Übersetzer: Rudolf Röder. Heyne, München 1979, ISBN 3-453-20375-5.
- Wo Rauch ist … (Where there’s smoke. 1959) Kriminalroman. Übersetzerin: Maria Meinert. S. Fischer, Frankfurt am Main 2016.
- Der Kronzeuge (The Key Man. 1952). Übersetzerin: Inge Marten. S. Fischer, Frankfurt am Main 2016, ISBN 3-596-31384-8 (dieselbe Übersetzerin: Scherz, Bern 1963).
- Mörder vor der Kamera (Murder makes an Entrance. 1955). Übersetzerin: Rosa Rudel. S. Fischer, Frankfurt am Main 2016, ISBN 3-596-31383-X (frühere Ausgabe: Scherz, Bern 1964).

## Synchronisierte Filme
- 1932: Der Theaterprofessor von Edward Sedgwick mit Buster Keaton
- 1934: Harold Lloyd, der Strohmann von Sam Taylor mit Harold Lloyd[9]
- 1934: Prinzessin für 30 Tage von Marion Gering mit Sylvia Sidney und Cary Grant
- 1936: Mr. Deeds geht in die Stadt (Mr. Deeds Goes To Town nach der Kurzgeschichte Opera Hat) von Frank Capra mit Gary Cooper und Jean Arthur (Oscar 1937)
- 1937: Mr. Dodd geht nach Hollywood (Stand-In) von Tay Garnett mit Leslie Howard und Joan Blondell
- 1951: Ein Fremder kam nach Arizona (Sugarfoot, nach dem gleichnamigen Roman) von Edwin L. Marin mit Randolph Scott und Adele Jergens
- 2002: Mr. Deeds (= Remake von Capras Verfilmung) von Steven Brill mit Adam Sandler und Winona Ryder

## Hörspiele in Deutschland
- 1959: Mr. Deeds in New York (Vorlage: Mr. Deeds geht in die Stadt) – Produktion: HR; Bearbeitung (Wort): Anneliese Falck unter dem Pseudonym Palma; Komposition: Kurt Herrlinger; Regie: Raoul Wolfgang Schnell, u. a. mit Peer Schmidt (Longfellow Deeds), Irene Marhold (Simonetta Petersen) und Hilde Hildebrand (Mrs. Garrison)[10]